# Patrik Trhac
Patrik Trhac (San Diego, 31 de octubre de 1998) es un tenista profesional estadounidense.

## Trayectoria
Trhac comenzó a estudiar en la Universidad Estatal de Idaho en 2019, desde donde se transfirió a la Universidad de Utah después de tres años.

## Títulos ATP (0; 0+0)

### Dobles (0)
| Leyenda                         |
| Grand Slam (0)                  |
| ATP Wourld Tour Finals (0)      |
| ATP Masters 1000 World Tour (0) |
| ATP World Tour 500 series (0)   |
| ATP World Tour 250 series (0)   |

#### Finalista (1)
| N.º | Fecha               | Torneos | Superficie    | Pareja        | Oponentes en la final         | Resultado   |
| --- | ------------------- | ------- | ------------- | ------------- | ----------------------------- | ----------- |
| 1.  | 25 de julio de 2025 | Umag    | Tierra batida | Marcus Willis | Romain Arneodo Manuel Guinard | 5-7, 6-7(2) |

## Títulos ATP Challenger (10; 0+10)

### Dobles (10)
| Nr. | Fecha                  | Torneo                         | Superficie    | Pareja         | Finalistas                        | Resultado Final     |
| --- | ---------------------- | ------------------------------ | ------------- | -------------- | --------------------------------- | ------------------- |
| 1.  | 29 de octubre de 2023  | Challenger de Playford         | Dura          | Ryan Seggerman | Blake Ellis Tristan Schoolkate    | 6-3, 7-6(3)         |
| 2.  | 5 de noviembre de 2023 | Challenger de Sidney           | Dura          | Ryan Seggerman | Ruben Gonzales Ji Sung Nam        | 6-4, 6-4            |
| 3.  | 21 de enero de 2024    | Challenger de Indian Wells     | Dura          | Ryan Seggerman | Thai-Son Kwiatkowski Alex Lawson  | 6-2, 7-6(3)         |
| 4.  | 28 de enero de 2024    | Challenger de Indian Wells II  | Dura          | Ryan Seggerman | Thomas Fancutt Ajeet Rai          | 6-4, 3-6, [10-3]    |
| 5.  | 7 de abril de 2024     | Challenger de Ciudad de México | Tierra batida | Ryan Seggerman | Tristan Schoolkate Adam Walton    | 5-7, 6-4, [10-5]    |
| 6.  | 25 de mayo de 2024     | Challenger de Skopje           | Tierra batida | Ryan Seggerman | Andrew Paulson Patrik Rikl        | 6-3, 7-6(4)         |
| 7.  | 7 de julio de 2024     | Challenger de Bloomfield Hills | Dura          | Ryan Seggerman | Ozan Baris Nishesh Basavareddy    | 4-6, 6-3, [10-6]    |
| 8.  | 13 de octubre de 2024  | Challenger de Fairfield        | Dura          | Ryan Seggerman | Gabi Adrian Boitan Bruno Kuzuhara | 6-2, 3-6, [10-5]    |
| 9.  | 20 de octubre de 2024  | Challenger de Calgary          | Dura (i)      | Ryan Seggerman | Robert Cash James Tracy           | 6-3, 7-6(3)         |
| 10. | 15 de junio de 2025    | Challenger de Ilkley           | Hierba        | Diego Hidalgo  | Charles Broom Ben Jones           | 6-3, 6-7(8), [10-7] |